# Ліван на літніх Олімпійських іграх 2000
Ліван брав участь у Літніх Олімпійських іграх 2000 року у Сіднеї (Австралія) утринадцятие за свою історію, але не завоював жодної медалі. Збірну країни представляли 6 учасників, з яких 2 жінки.

## Склад олімпійської збірної Лівану

### Стрільба
Спортсменів — 1
Після кваліфікації найкращі спортсмени за очками проходили в фінал, де продовжували з очками, набраними у кваліфікації. У деяких дисциплінах кваліфікація не проводилась. Там спортсмени виявляли найсильнішого в один раунд.
Чоловіки
| Спортсмен | Змагання | Кваліфікація | Місце | Фінал      | Місце      | Всього | Місце |
| --------- | -------- | ------------ | ----- | ---------- | ---------- | ------ | ----- |
| Джо Салем | треп     | 101          | 39    | Не пройшов | Не пройшов | 101    | 39    |